# Epitheca cynosura
Epitheca cynosura – gatunek ważki z rodziny szklarkowatych (Corduliidae). Występuje we wschodniej części Ameryki Północnej. Osiąga 36-44 mm długości.